# Remisija (medicina)
Remisíja ali zazdravitev v medicini pomeni začasno izboljšanje zdravstvenega stanja. Pogosto se izraz uporablja pri opisu poteka kroničnih bolezni, kot so epilepsija, kronična vnetna črevesna bolezen, revmatične bolezni in rak.
Merila za opredelitev remisije so različna pri različnih boleznih, pri nekaterih še kriteriji niso standardizirani. Prav tako obstajajo različne stopnje remisije, zlasti v onkologiji, na primer popolna remisija, delna remisija (ter stabilna bolezen, če ne pride ne do poslabšanja in ne do izboljšanja, ter napredujoča bolezen pri poslabšanju zdravstvenega stanja).